# Leubas-Unglück

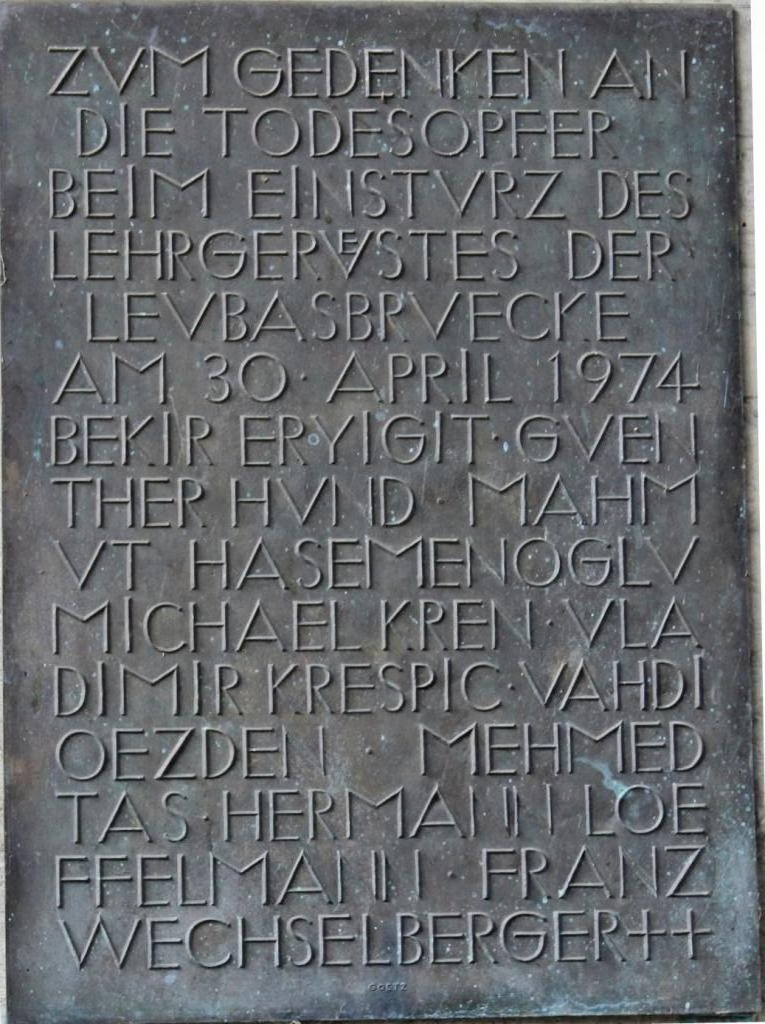
Gedenktafel an der Brücke

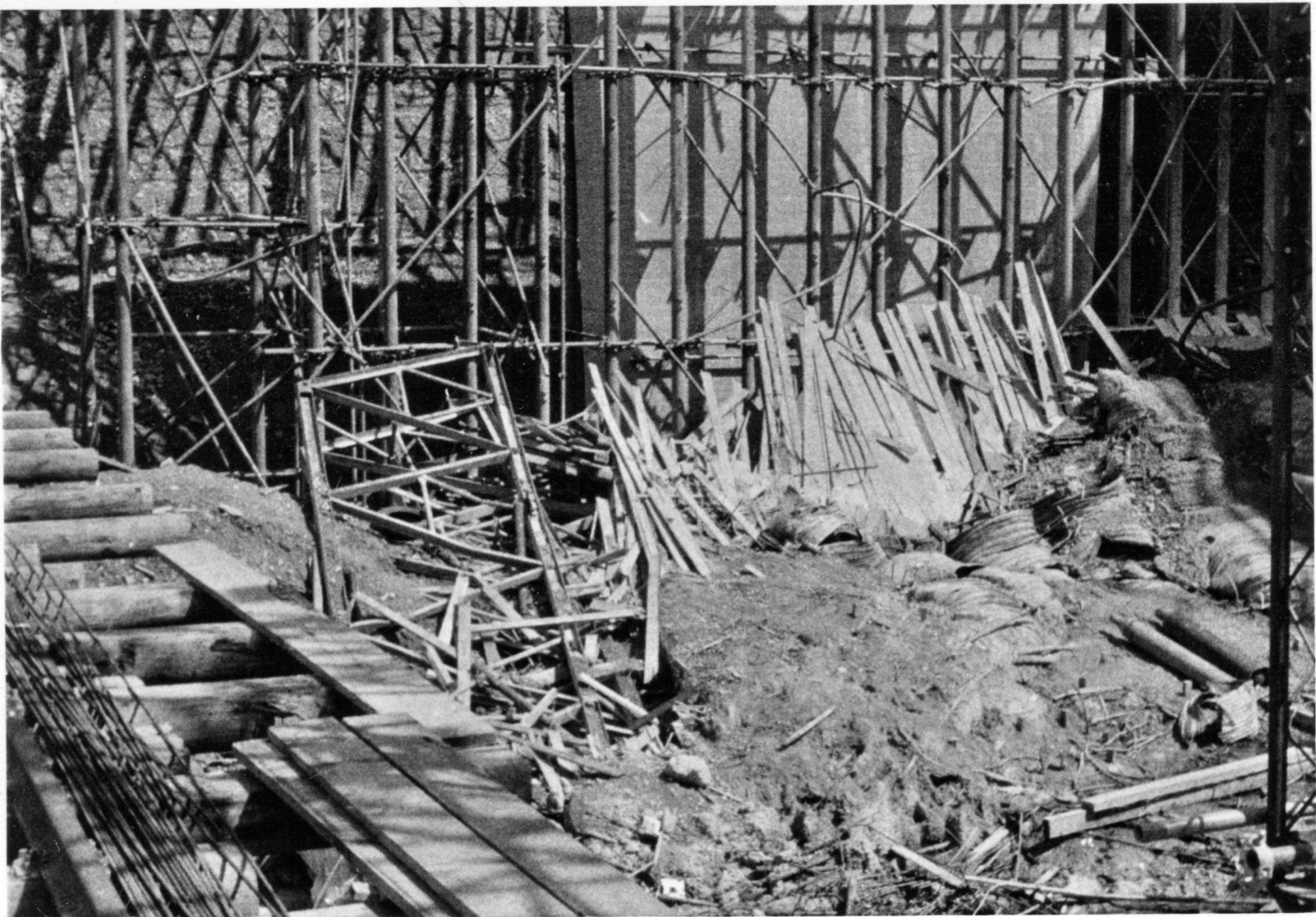
Leubas-Brücke nach dem Einsturz

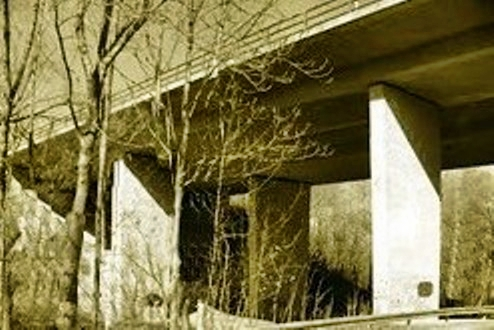
Leubas-Brücke, um 1985

Das Leubas-Unglück bezeichnet den Einsturz der im Bau befindlichen Autobahnbrücke über der Leubas in Kempten (Allgäu). Am 30. April 1974 kamen insgesamt neun Menschen ums Leben. 13 wurden schwer verletzt.

## Verlauf
Am Morgen des 30. April 1974 waren Bauarbeiter mit der Betonierung an einer im Bau befindlichen Brücke, welche die Bundesautobahn 7 in der Nähe des Kemptener Ortsteils Leubas über den gleichnamigen Bach führen sollte, beschäftigt. Gegen 6.45 Uhr, als bereits 140 Kubikmeter Beton gegossen waren, brach plötzlich das Lehrgerüst des Mittelstücks der Brücke zusammen. 22 Arbeiter wurden in die Tiefe gerissen und im darunter befindlichen Bachbett von dem Beton verschüttet. Innerhalb von wenigen Minuten waren rund 800 Rettungskräfte am Unglücksort. Während der Bergung mussten Feuerwehrleute immer wieder Wasser über die Unglücksstelle schütten, um die Aushärtung der Betons zu verzögern. Drei Arbeiter wurden erst nach Stunden entdeckt, sie überlebten in einer Luftblase.

## Verunglückte Personen
Drei Menschen starben bei dem Einsturz, sechs weitere erlagen später ihren bei dem Unfall erlittenen Verletzungen. An das Ereignis erinnert eine an einem Pfeiler unterhalb der Brücke angebrachte Gedenktafel. Auf dieser sind die Namen der Opfer eingetragen: Drei deutsche Bauarbeiter sowie vier aus der Türkei, ein Jugoslawe und ein Österreicher verstarben hierbei. Sie waren als Gastarbeiter an der Baustelle tätig.

## Rechtliche Aufarbeitung
Dem Unglück folgte eine langwierige, teilweise umstrittene Beweisaufnahme. Im Dezember 1976 verurteilte das Landgericht Kempten drei Ingenieure von zwei Münchener Baufirmen wegen fahrlässiger Tötung und fahrlässiger Körperverletzung zu Geldstrafen und je acht Monate Haft. Das Urteil wurde letztinstanzlich im Januar 1978 vom Bundesgerichtshof bestätigt.